# 勝川春山 (2代目)
二代目 勝川春山（にだいめ かつかわ しゅんざん、生年不明 ‐ 明治4年〈1871年〉2月29日）とは、江戸時代末期から明治時代初期にかけての浮世絵師、職人。

## 来歴
初代勝川春山の門人。初代春山の娘婿となり、師の俗名文吉を継いだ。また、師が二代目勝文斎とも称したことから、三代目勝文斎も名乗る。狂歌を天明老人に学び出久廼坊画安（でくのぼうかきやす）と号す。浮世絵師としてはふるわず、狂歌師や押絵細工の職人として名を残した。藤浪和子編『東京掃苔録』（東京名墓顕彰会、1940年、p.119）には、「押画細工を業とし、画も巧みなり」と記述され、押絵細工を本業としながら勝川派の絵師として活動していたことがわかる。墓所は初代春山と同じく豊島区西巣鴨の本妙寺、法名は顕春堂長遠日実居士。弟子に養子にもなり、押絵細工の名手で「人形町の勝又」と呼ばれた四代目勝文斎がいる。